# باشگاه فوتبال بانک بانکوک
باشگاه فوتبال بانک بانکوک (تایلندی: สโมสรฟุตบอลธนาคารกรุงเทพ) یک تیم فوتبال نیمه‌حرفه‌ای تایلندی وابسته به بانکوک بانک است.